# Berard Barčić
Berard Antun Barčić (Kampor, Rab, 22. rujna 1910. – Pula, 3. svibnja 2016.) sa 105 godine života je hrvatski rimokatolički svećenik i redovnik franjevac, profesor prirodoslovnih znanosti, romanopisac, prevoditelj i publicist. Piše o čovječjoj evoluciji, i temama iz biologije, iz hrvatske flore. Živi u Puli u franjevačkom samostanu sv. Antuna. Bio je najstariji franjevac na svijetu sa 105 godina i 90 godina redovnistva.

## Životopis
Rodio se 1910. u Kamporu na otoku Rabu u obitelji s mnogo djece. Krsno mu je ime Antun Barčić. Mati mu je rano umrla. U Rabu je pohađao pučku školu. U Senju je na državnoj klasičnoj gimnaziji završio nižu gimnaziju s malom maturom 1921. godine. 
1925. je stupio u franjevce. Bilo je to u Dubrovniku, gdje je završio novicijat i položio prve zavjete. U Dubrovniku je pohađao prva tri razreda gimnazije, zadnji je pohađao u Splitu od jeseni 1930. na državnoj klasičnoj gimnaziji. Nije maturirao zbog toga što se razbolio pred maturu, a kad se javio za položiti ispit, ravnatelj mu je rekao da prema naređenju iz Beograda mora polagati na vanjskoj gimnaziji. U Splitu je ostao studirati četiri godine bogoslovlje na Središnjem biskupskom sjemeništu. 1933. se u Splitu zaredio za svećenika. Sljedeće je godine pošao na studij u Zagreb, gdje je 1938. diplomirao na Filozofskom fakultetu prirodne znanosti. 
Radio je u školama: nakon studija u Zagrebu, bio je profesorom na Badiji sve do 1941., kad je rat prekinuo rad. Za rata je mijenjao župnika u Blatu na Korčuli. Držao se toga da ne će pomoći Talijancima radi rada protiv partizana. Krajem rata zatekla ga je pad NDH i veliko povlaćenje naroda prema Sloveniji i Austriji. Kad se vratio iz Zagreba u Dubrovnik 1945., dospio je u partizanski zatvor. Poslije su mu se ispričavali, jer da su htjeli ispitati kako se ponašao prema partizanima za rata. Spasilo ga je što se zauzimao za ljude, prosvjedujući kod talijanskih karabinjera.
Teško je bilo kad su došli progoni. Nakon kraja rata, 1946. premješten je u Pazin gdje je bio profesor na Sjemeništu u Pazinu. Poslije je dvaput bio provincijalom, od 1952. do 1961. godine. Generalnim definitorom postao je na generalnom kapitulu u Asizu 1963. godine te je pošao u Rim. Nakon što je ta služba prošla, vratio se u Hrvatsku. U Split je opet otišao 1973., gdje je jednu školsku godinu predavao na franjevačkoj gimnaziji, gdje je bio i magistrom klerika. Poslije je u Splitu upravljao gimnazijom na Poljudu i bio je magistrom novaka. 
1980-ih su katoličke neokatekumenske zajednice iz Pule, pod vodstvom don Giacoma Ranierija počele prevoditi Jeruzalemsku Bibliju na hrvatski, a tog se posla s nekoliko urednika, prihvatio i fra Berard Barčić.
1988. je godine premješten u Pulu. Ondje je preko 30 godina redovnik i svećenik. Samostanski je kroničar, misnik je, propovijeda, drži katezehe, ispovijeda iako mu je više od 100 godina. Najstariji je hrvatski svećenik. Dugo godina radi kao misnik te je obilježio sve postojeće misničke jubileje: zlatnu, dijamantnu i bisernu misu. 
Kao prirodoslovac proučio je otočić Košljun, za kojeg je uspio nabrojiti 540 vrsta zelenih biljaka koje je razvrstao u 111 porodica, te je pronašao 151 vrstu gljiva iz 33 porodice.

## Djela

### Knjige
Napisao je ukupno 11 knjiga. Izbor iz knjiga:
- Duhovni lik sv. Franje (preveli o. Jure Dobrović, o. Berard Barčić, o. Jerko Valković), 1963.[3]
- S Pavlom VI u Kristovoj domovini, 1965.
- Povijest Franjevačke provincije sv. Jeronima u Dalmaciji i Istri, 1976.
- Flora i vegetacija otočića Košljuna, 1982. (2 izdanja)
- Neokatekumenski put prema Pavlu VI. i Ivanu Pavlu II., autora pape Pavla VI., preveli Bono Mazić i Berard Barčić, 1996.
- Ratna sjećanja jednog franjevca: svjedočanstva iz Drugoga svjetskog rata, 1998. (2 izdanja)
- Biljnogeografski odnosi otoka Badije, 2001.
- Mysterium tremendum = Potresno otajstvo: razmatranja o sv. misi i sv. ispovijedi, 2003.
- Poratna sjećanja jednog redovnika, roman

### Članci
Objavio je oko 130 članaka i priloga u znastvenim i stručnim časopisima, kalendarima, zbornicima i simpozijima.
Biljni svijet Košljuna u Krčkom kalendaru, o Sinanthropusu pekinensisu te Pojavi čovjeka na Zemlji u Crkvi i svijetu, o Posvećenom (redovničkom) životu — u svjetlu Dogmatske konstitucije o Crkvi Lumen gentium Drugoga vatikanskog sabora Obnovljenom životu, Glasu Koncila i dr.

## Nagrade
- Nagrada Juraj Dobrila za plodonosni rad u pazinskom sjemeništu.